# Astragalus trigonocarpus
Astragalus trigonocarpus är en ärtväxtart som först beskrevs av Porphir Kiril Nicolai Stepanowitsch Turczaninow, och fick sitt nu gällande namn av Aleksandr Andrejevitj Bunge. Astragalus trigonocarpus ingår i släktet vedlar, och familjen ärtväxter. Inga underarter finns listade i Catalogue of Life.